# Fernleaf Butter Classic 1991
Fernleaf Butter Classic 1991 — жіночий тенісний турнір, що проходив на відкритих кортах з твердим покриттям Wellington Renouf Tennis Centre у Веллінгтоні (Нова Зеландія). Належав до турнірів 5-ї категорії в рамках Туру WTA 1991. Турнір відбувся вчетверте і тривав з 4 до 10 лютого 1991 року. Перша сіяна Лейла Месхі здобула титул в одиночному розряді й отримала 18 тис. доларів США.

## Фінальна частина

### Одиночний розряд
Лейла Месхі —  Андреа Стрнадова 3–6, 7–6(7–3), 6–2
- Для Месхі це був 1-й титул в одиночному розряді за сезон і 4-й — за кар'єру.

### Парний розряд
Джо-Анн Фолл /  Джулі Річардсон —  Белінда Борнео /  Клер Вуд 2–6, 7–5, 7–6(7–4)